# Abbaye Notre-Dame de Tamié
Pour les articles homonymes, voir Abbaye Notre-Dame et Tamié.
 (août 2023).
Si vous disposez d'ouvrages ou d'articles de référence ou si vous connaissez des sites web de qualité traitant du thème abordé ici, merci de compléter l'article en donnant les références utiles à sa vérifiabilité et en les liant à la section « Notes et références ».
L'abbaye Notre Dame de Tamié est un monastère cistercien en activité. Il est situé  à 900 m d’altitude, dans le vallon de Tamié, à proximité du col de Tamié, sur le territoire de la commune de Plancherine, près d'Albertville en Savoie (France). 
L'abbaye est fondée en 1133 par un groupe de moines de l'abbaye de Bonnevaux (actuel Dauphiné). Elle est supprimée en 1792. La vie monastique est rétablie en 1861 dans des bâtiments nouvellement restaurés, par des cisterciens-trappistes de l’Abbaye de la Grâce-Dieu. La communauté compte à ce jour 25 moines.

## Histoire

### Fondation
Pierre, ancien abbé de La Ferté et archevêque de Tarentaise, désire installer une communauté monastique dans son diocèse. En 1132, les seigneurs de Chevron lui cèdent le vallon de Tamié. Les moines arrivent le 16 février 1133 de l'abbaye de Bonnevaux en Dauphiné, envoyés par leur abbé Jean, avec à leur tête Pierre (futur archevêque de Tarentaise sous le nom de Pierre II).

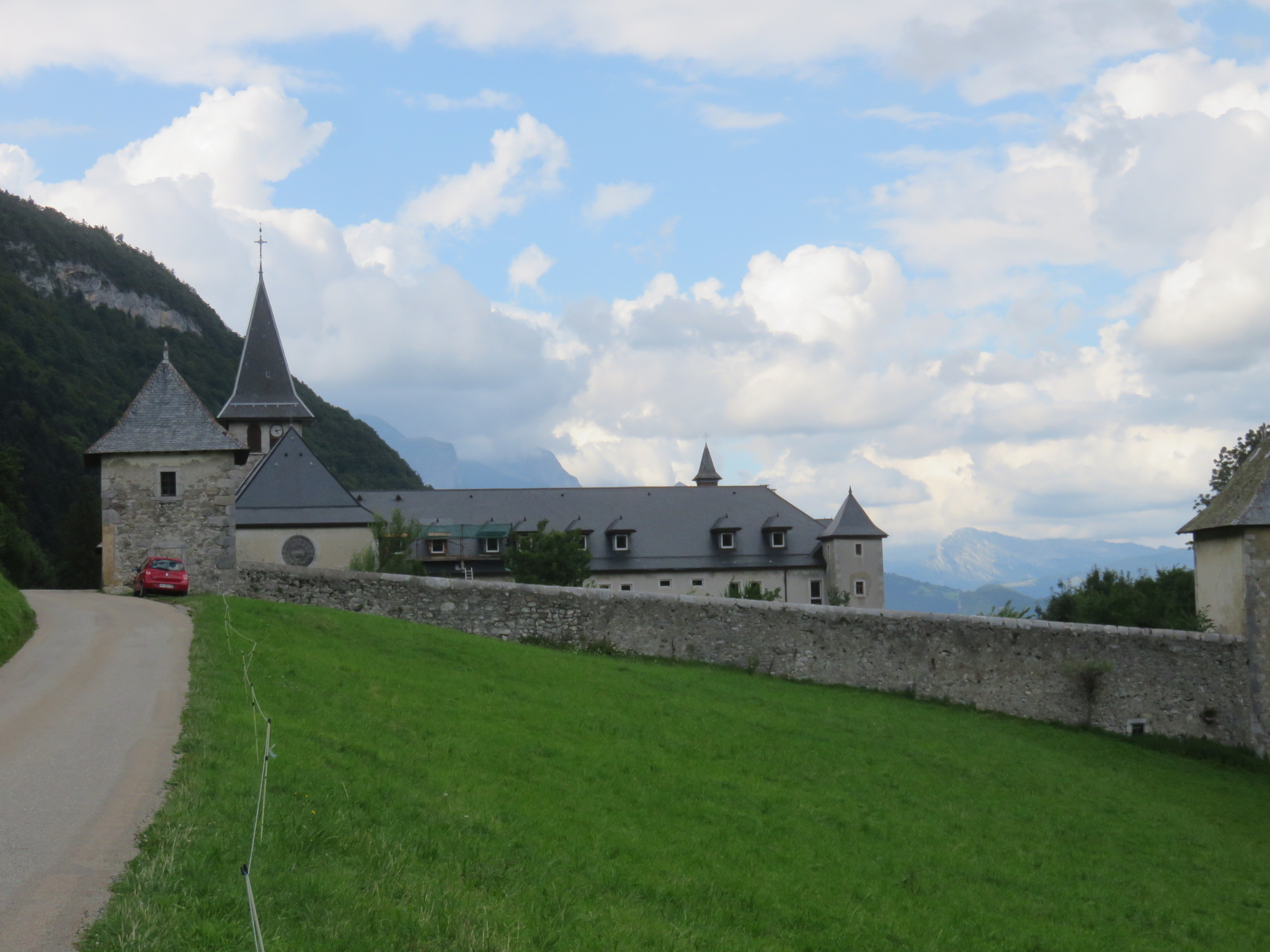
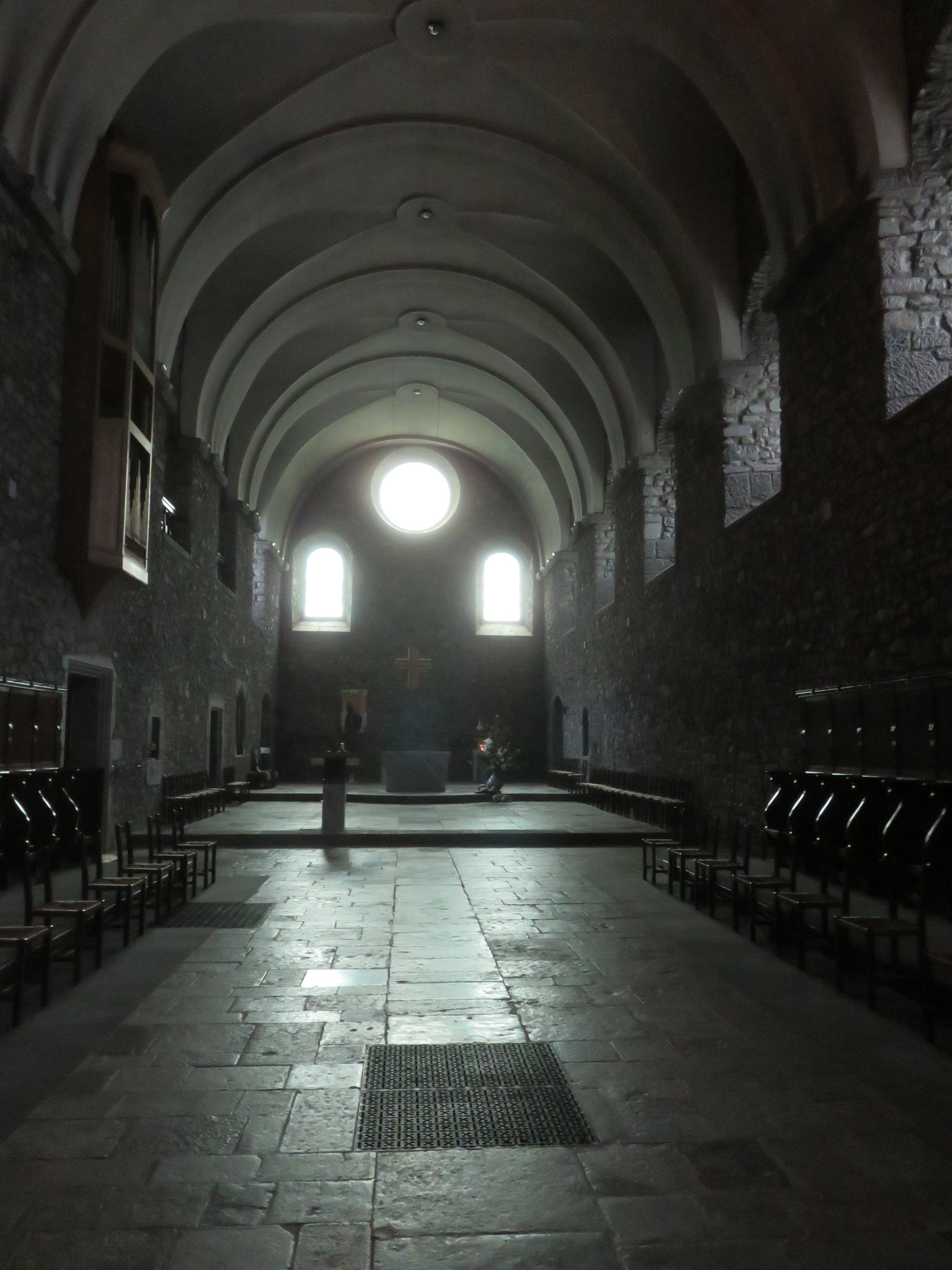
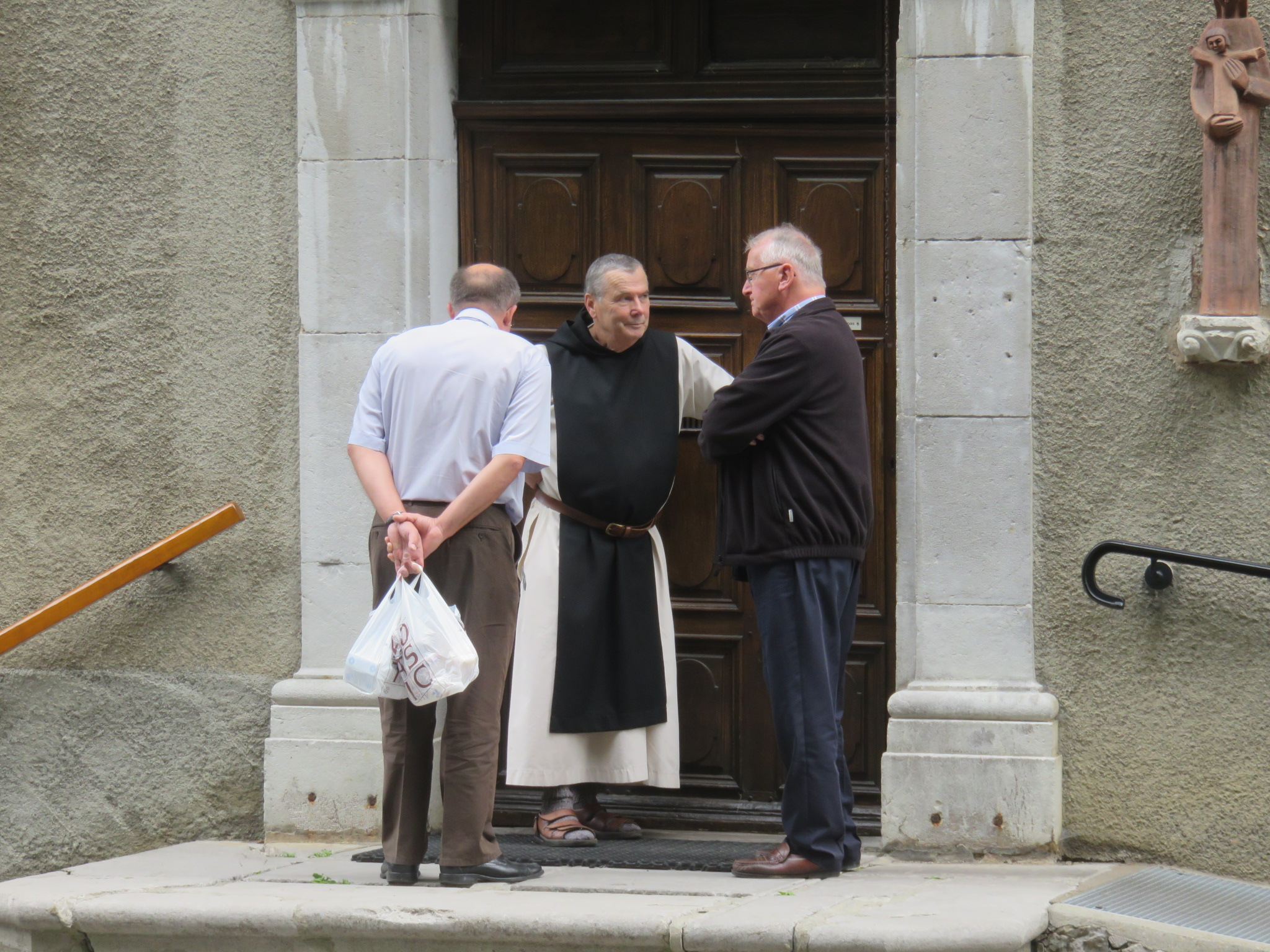
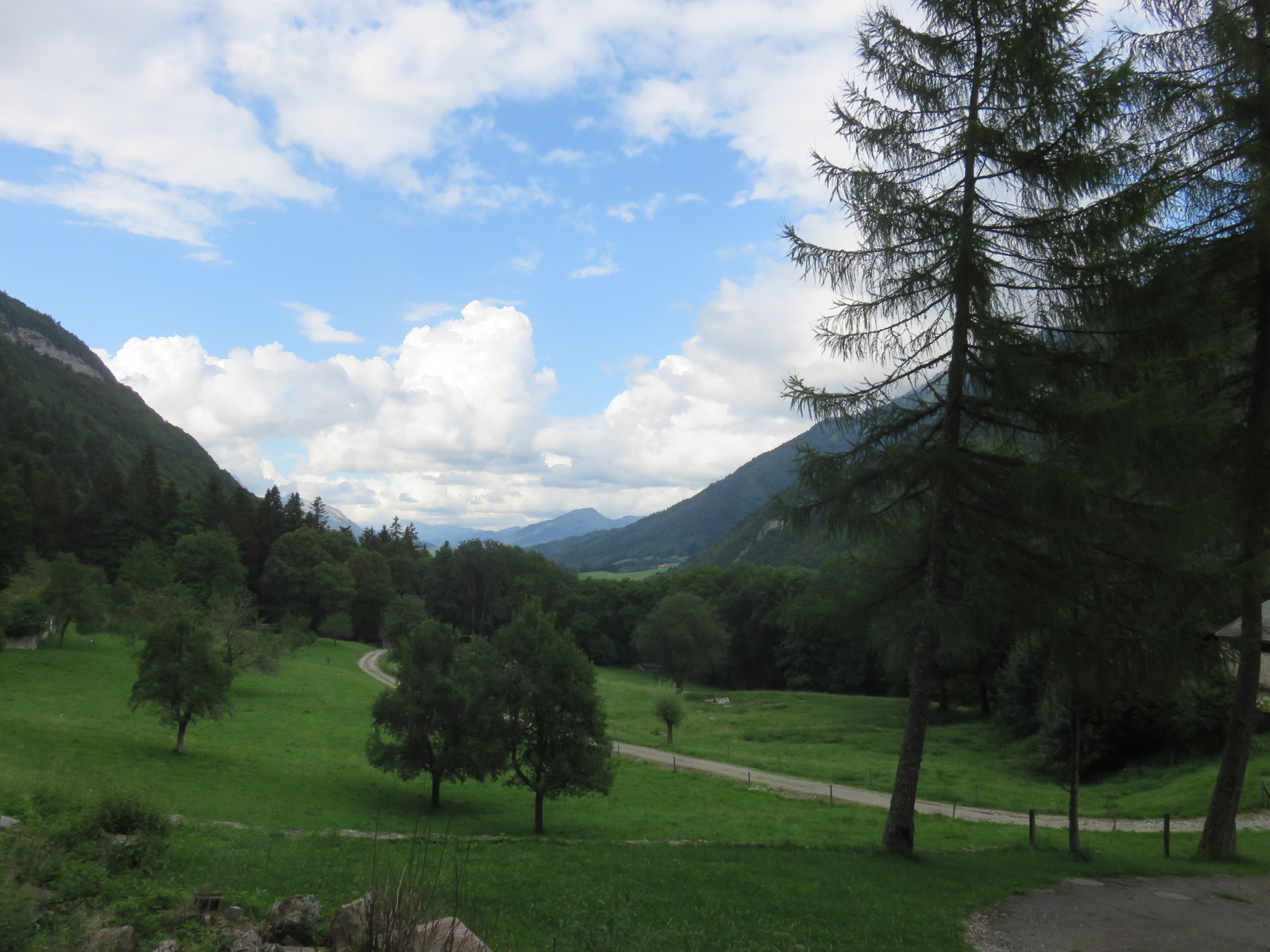

La biographie de saint Pierre écrite par Geoffroy d'Hautecombe, vers 1184, donne quelques informations sur les difficultés rencontrées par les moines dans les premières années. L'abbé "allait à pied jusqu'aux jusqu'aux alpages" où travaillaient des Frères convers. Il emportait du pain et du fromage. C'est la première allusion à ce produit issu de Tamié.

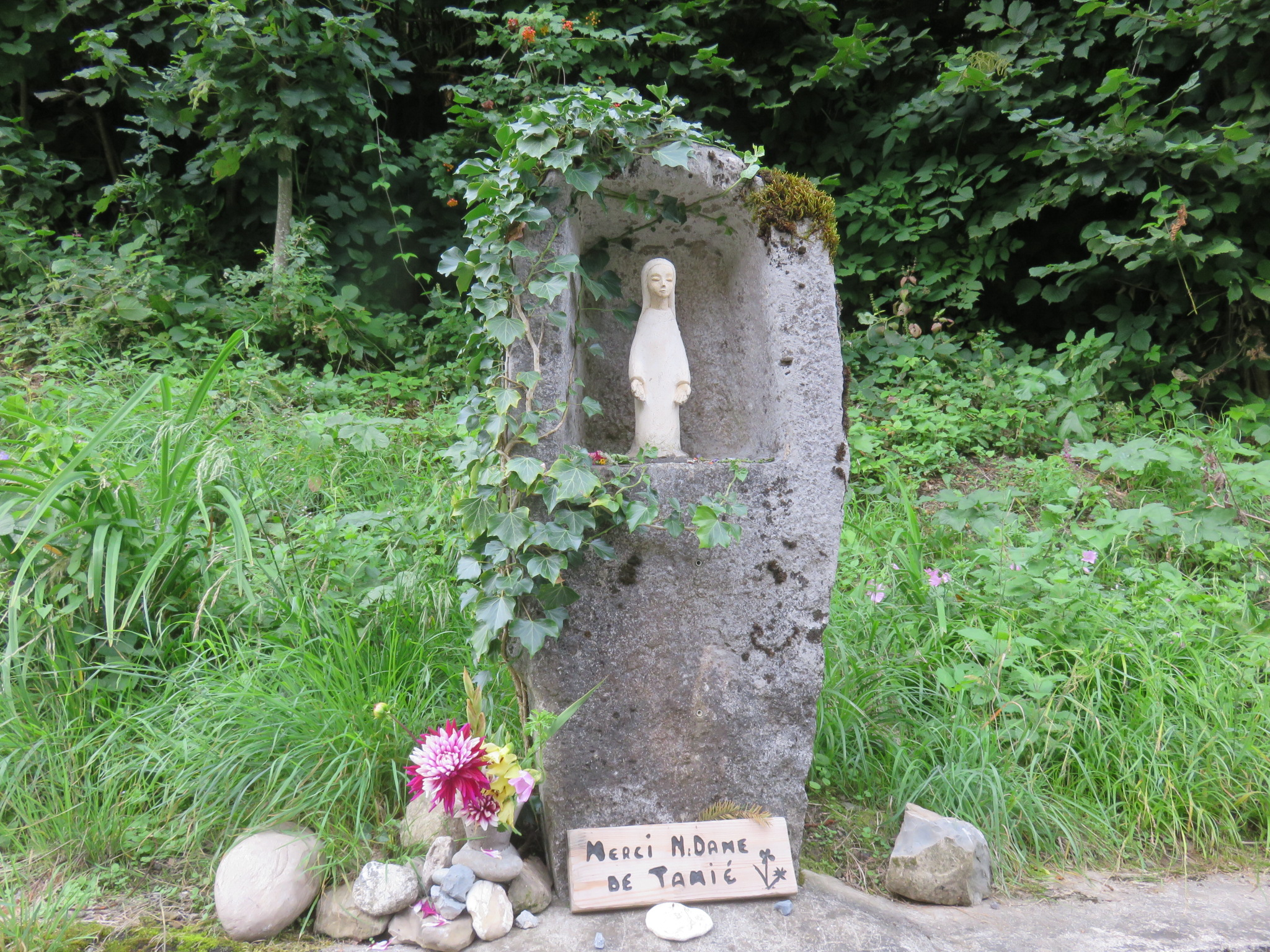
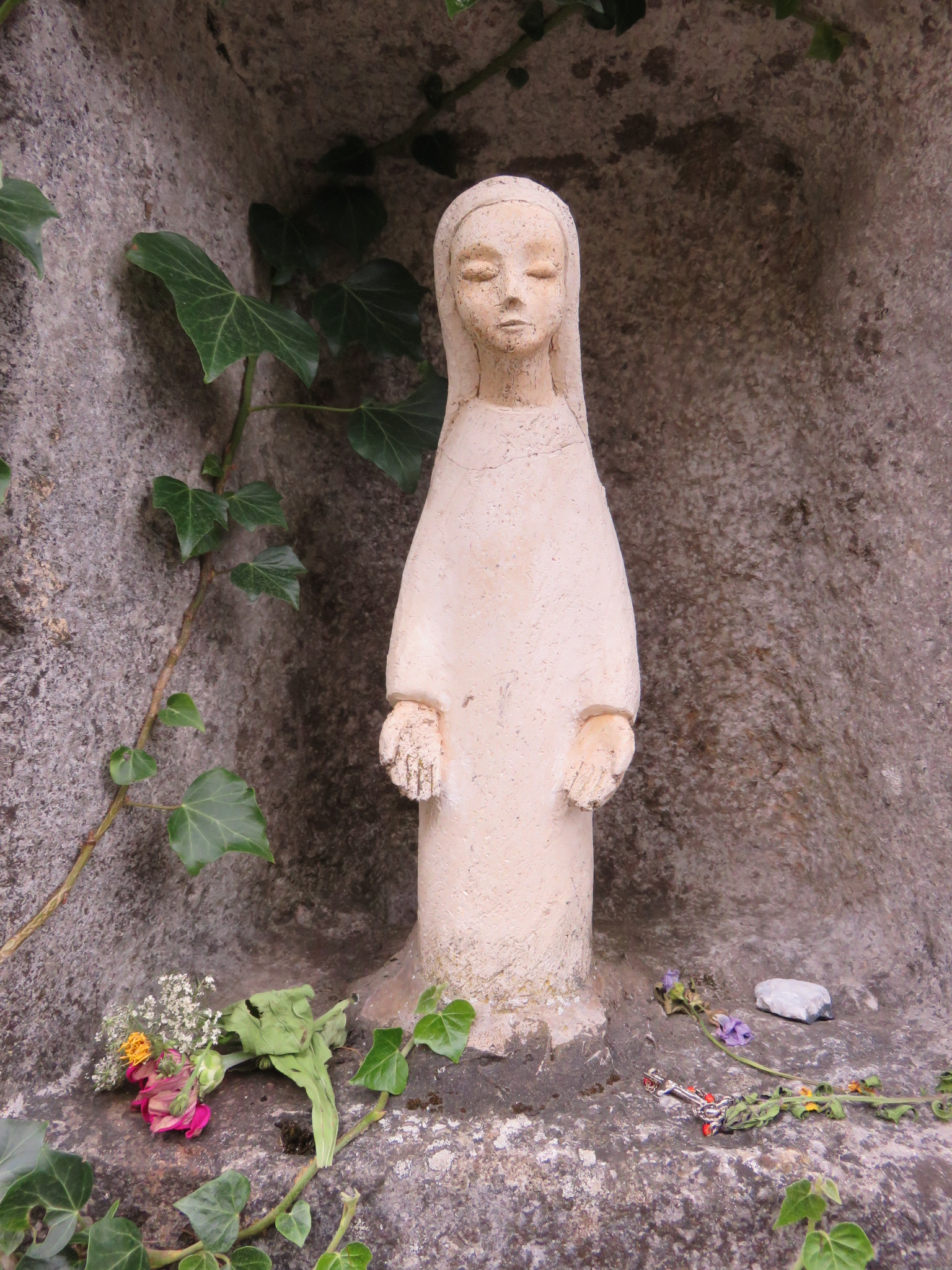
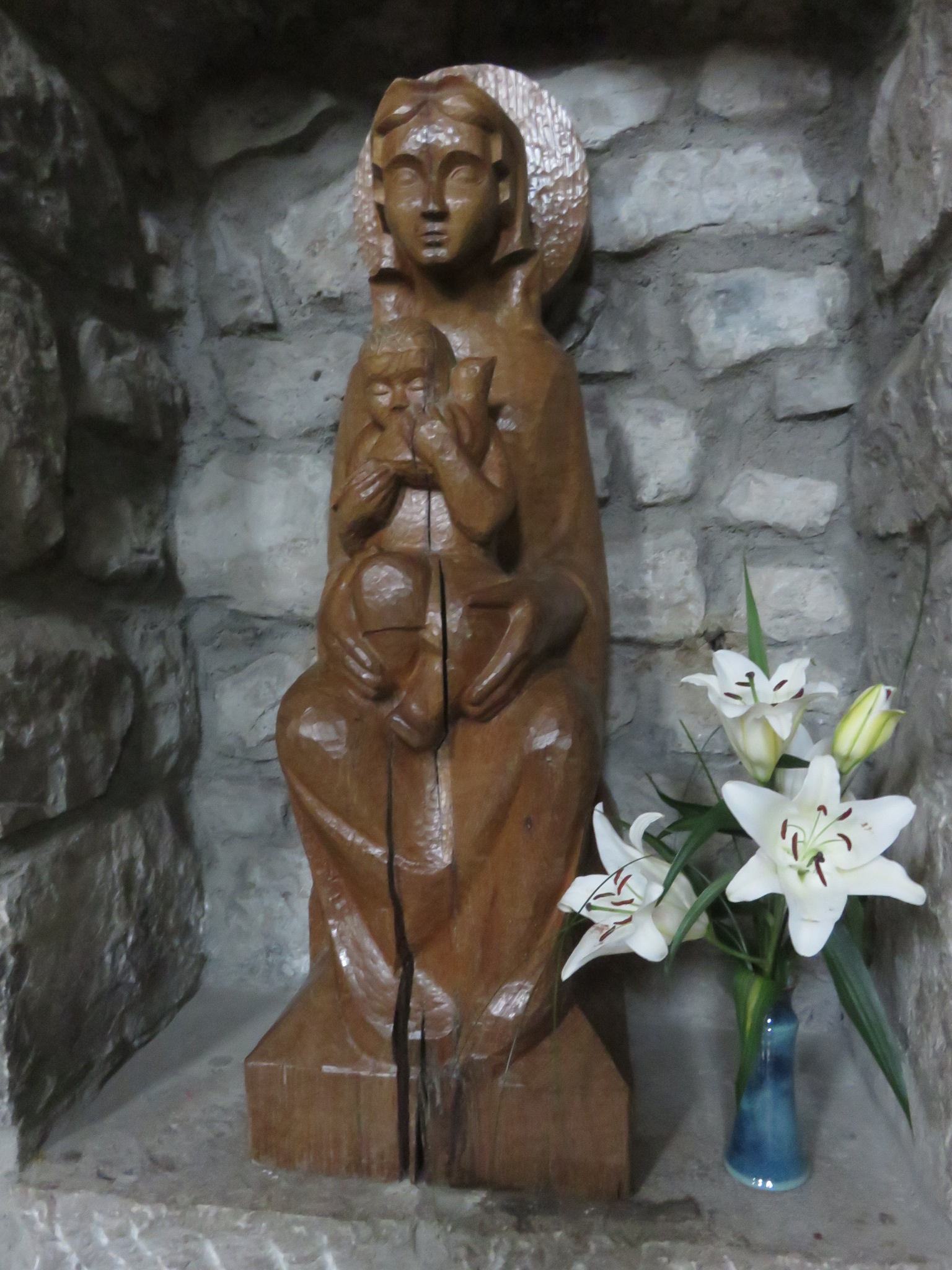
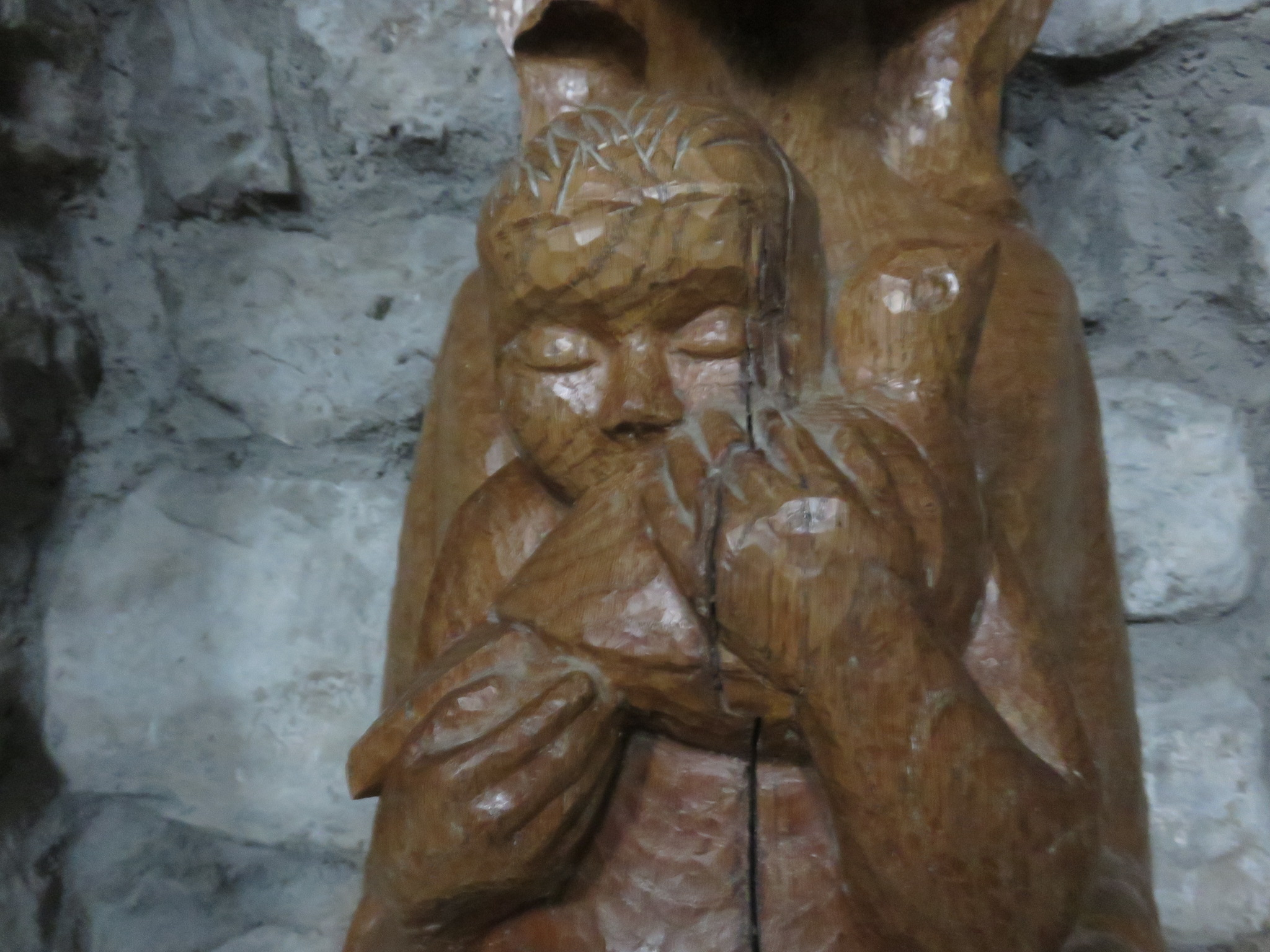

Les seigneurs des environs et le comte de Genève vont doter l'abbaye de nombreux domaines agricoles, ainsi que des alpages du vallon de Tamié. En 1171, le pape Alexandre III dans une bulle adressée à l'abbé de Tamié, met sous sa protection les biens que Tamié possédait alors : Glières (secteur de Doussard) - Tournon (proche du col de Tamié) - Menthonnex et Pitulle (environs d’Annecy) - Montmeillerat (proche de Montmélian) - Avalon et Le Marais (dans le Haut-Grésivaudan) - Euresol (dans le Haut Bugey, très éloigné de Tamié). La localisation de ces lieux n’est pas toujours précise. (Bulle transcrite, traduite et étudiée par Pierre Dubourgeat)

### Un demi millénaire
Au cours des siècles l'abbaye va connaître de nombreuses vicissitudes. Plusieurs incendies ravagent les bâtiments couverts en chaume, disette ou famine, peste ou dégâts par les troupes de passage. Une partie des archives a ainsi disparu. Le moines continuèrent à transformer leur capital foncier par des achats, des ventes, des dons, des échanges, des legs. Ils durent en vendre des parties plus ou moins importantes pour faire face à des besoins urgents. Progressivement ils arrivèrent à constituer des exploitations agricoles rationalisées. Le cadastre dressé en 1730, en énumère 6. Des parcelles isolés étaient loués à des particuliers.
La vigueur de la vie monastique subit des périodes de ferveur et de décadence, dont une des causes est l'introduction du régime de la commende : les moines ne purent plus élire leur abbé qui étaient nommé par une autorité extérieure, dont le principal intérêt pour lui était de prélever une part importante des revenus de l'abbaye au détriment des ressources laissées aux moines et pour l'entretien de bâtiments. Guillaume Guinard de Narbonne fut désigné par l'antipape Clément VII en 1381. Georges Jocerand de Cons fut désigné par le duc de Savoie et le pape Nicolas V le confirma par une bulle de 1454. Pierre de Beaufort (1537-1581) a laissé le souvenir de dilapideur, se faisant se construire une grande habitation en dessous du col de Tamié, dominant la vallée de l'Isère. Il n'en reste qu'une tour au dessus de l'église de Plancherine. À sa mort, le duc de Savoie mis sous séquestre les biens de l'abbaye et un long procès-verbal décrit l'état de l'abbaye; elle présentait de fortes dégradations.

### La réforme
Jean-Antoine de la Forest de Somont entré au noviciat à 14 ans fut nommé abbé en 1659 par le duc Charles Emmanuel II. La communauté continua à en pâtir jusqu'à ce qu'il accepte en 1677 de promouvoir la réforme à Tamié dans la ligne  de ce que fit l'abbé de Rancé à La Trappe . Dom J.-A. de La Forest de Somont est soutenu dans son action par Jean-François Cornuty. La vie régulière reprend à Tamié en 1677. Les bâtiments de l'abbaye primitive s'avérant trop dégradée un nouveau bâtiment est mis en chantier plus au sud. Le patrimoine foncier est progressivement remis en valeur et les revenus pour la communauté permirent aux moines de soutenir une aide appréciable à la population locale : prêts d'argent, secours aux pauvres, soins aux malades, embauche d'une quarantaine de jeunes pour différents travaux.
La Savoie étant une région favorable à l'élevage, de plus en plus de producteurs de lait firent appel à des fromagers suisses originaires de la Gruyère. Tamié bénéficia de leur aide à partir de 1677, d'autant plus que les exploitations agricoles proches de l'abbaye bénéficiaient des alpages en altitude. Le lait était travaillé selon la recette importée de la Gruyère et le fromage pris ce nom. Ainsi dura jusqu'à la suppression de l'abbaye en 1792.
Une autre activité économique fut l'extraction du fer par un haut-fourneau. Le charbon de bois était préparé à partir des forêts de l'abbaye, le minerai était acheminé du gisement des Hurtières dans la vallée de la Maurienne. Ce fut la famille Audé d'Annecy qui lança cette industrie à petite échelle, le long du torrent du Bard proche de l'abbaye vers 1650. Les moines reprirent l'installation le 23 mars 1749 devenue une friche industrielle et relancèrent la fabrication de plaques de cheminée et surtout de barres de fer que les villageois des environs travaillaient à domicile pour la production de clous et de petit outillage, leur assurant un revenu pendant l'hiver.  
Au XVIIIe siècle, les moines installent des hauts-fourneaux et des forges et se lancent dans la fabrication de plaques de cheminées. Les feux sont alimentés avec le charbon de bois tiré des forêts du massif des Bauges. 
À l'automne 1792, les biens du clergé sont déclarés « biens nationaux » et les autorités font établir l'inventaire complet des richesses de l'abbaye. En avril 1793, craignant un retour des troupes sardes, les Français installent dans l'abbaye un détachement de soldats pour contrôler le col de Tamié. L'abbé Dom Antoine (1750-1813) juge alors préférable pour la communauté de s'en aller et les religieux s'enfuient en pleine nuit. Lorsque le conventionnel Albitte décrète la démolition des clochers de Savoie, les autorités envoient des charpentiers depuis Faverges pour abattre celui de l'abbaye. On emploie l'expression bande noire pour désigner les spéculateurs qui s’enrichissent sur ces destructions.
Après la fin de la Révolution française, il est constaté que l'intérieur de l'abbaye est dévasté et qu'un grand nombre de livres de sa riche bibliothèque sont perdus à jamais brulés ou volés.

#### Moulins à farine
Un étang, une "poissonnière" et un moulin apparaissent sur la mappe sarde de 1728. Au début du XIXe siècle, le site s'est agrandi et appartient à l'avocat Pierre Antoine Rivet, qui a acquis la majeure partie des dépendances de l'abbaye en 1825. Il comporte à cette époque un moulin à une roue et une scie dans un même bâtiment, et un autre moulin à deux roues.

### XIXesiècle
À partir de 1827, l'abbaye est restaurée par l'ingénieur sarde de la cour de Turin Ernesto Melano. Le clocher est reconstruit mais sans la flèche.
En octobre 1861, l'abbaye est à nouveau occupée par des moines trappistes.
En 1880, en vertu des décrets contre les congrégations, les moines sont à nouveau chassés, mais se réinstallent dès 1881. Une nouvelle flèche est installée sur le clocher reconstruit à la restauration, mais la congrégation connaît d'importantes difficultés financières. C'est l'installation d'une fromagerie qui va sauver la communauté.

### XXesiècle

#### Nouveau moulin puis centre d'accueil
Le 2 juillet 1867, le père supérieur de l'abbaye obtient le droit de construire un moulin en aval des premiers et une scierie. Il était équipé d'une turbine qui alimentait l'abbaye en électricité. A partir des années 1920, l'abbé Bernard Ferrand transforme le moulin en espace d'accueil pour les groupes géré par l'association des Florimontains. Il est désigné sous le nom de "Moulin Saint-Bernard". Le moulin amont est rasé dans les années 1970. Un nouveau bâtiment type "chalet" est construit à son emplacement. 
Le moulin aval fonctionnait grâce à un étang alimenté par les ruisseaux de Martignon et du Varrey. En 1869, une ancienne prise d'eau est rétablie sur le ruisseau du Bar. L'eau s'écoulait dans un canal pavé de 100 mètres de long jusqu'à un réservoir d'eau. De là, elle pouvait être envoyée vers une scierie ou vers l'étang des moulins via un canal souterrain en maçonnerie de 750 mètres de long traversant la forêt. Le bâtiment du moulin aval est toujours en place. Son architecture est inspirée de celle du moulin de l'abbaye de la Grâce-Dieu à Chaux-lès-Passavant dans le Doubs. Il est construit en pierre sur cinq niveaux et couvert par un toit en ardoise. Une extension a été ajoutée aux bâtiment dans les années 1950. 

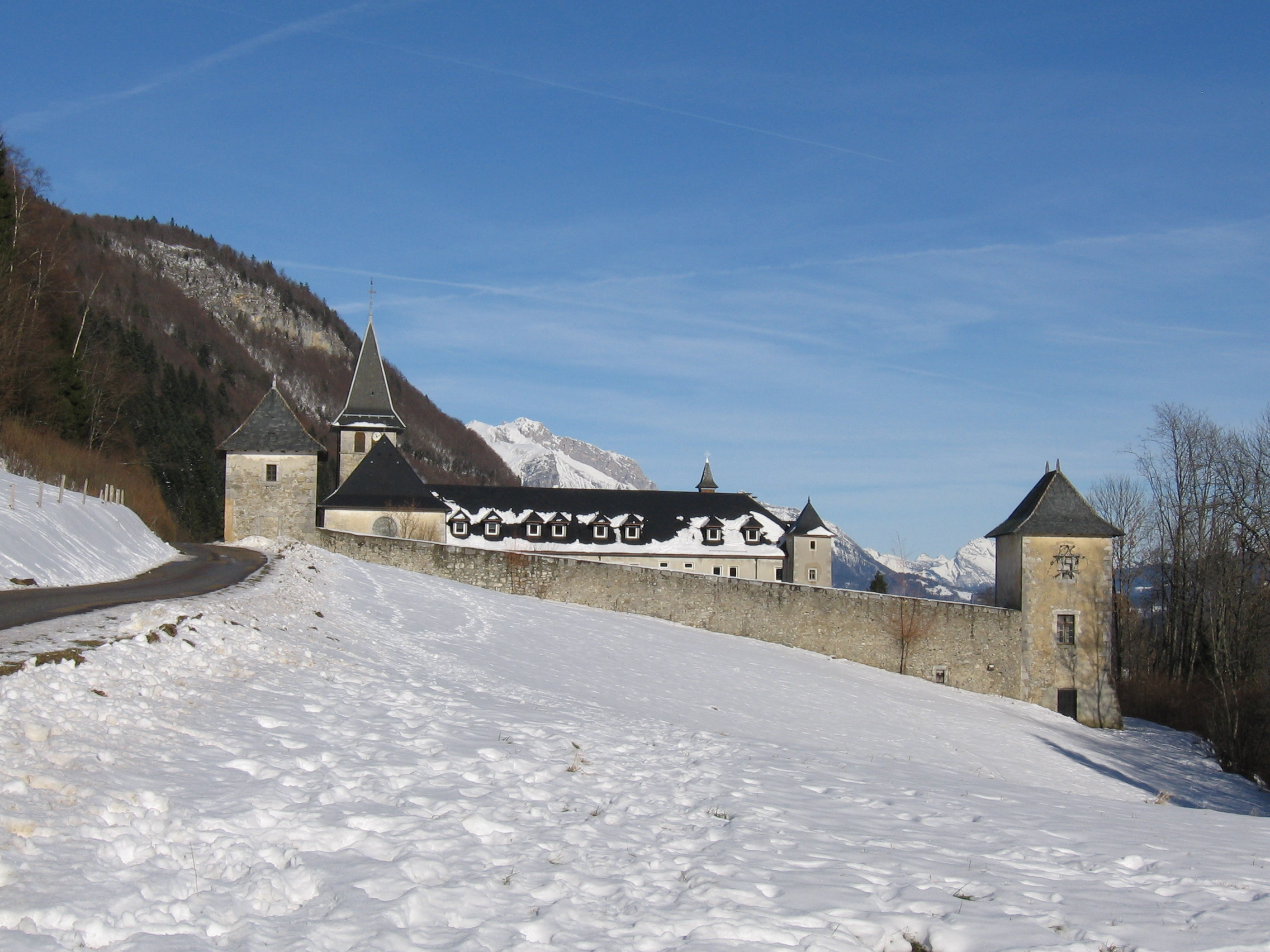
Abbaye cistercienne de Tamié, à Plancherine en Savoie.
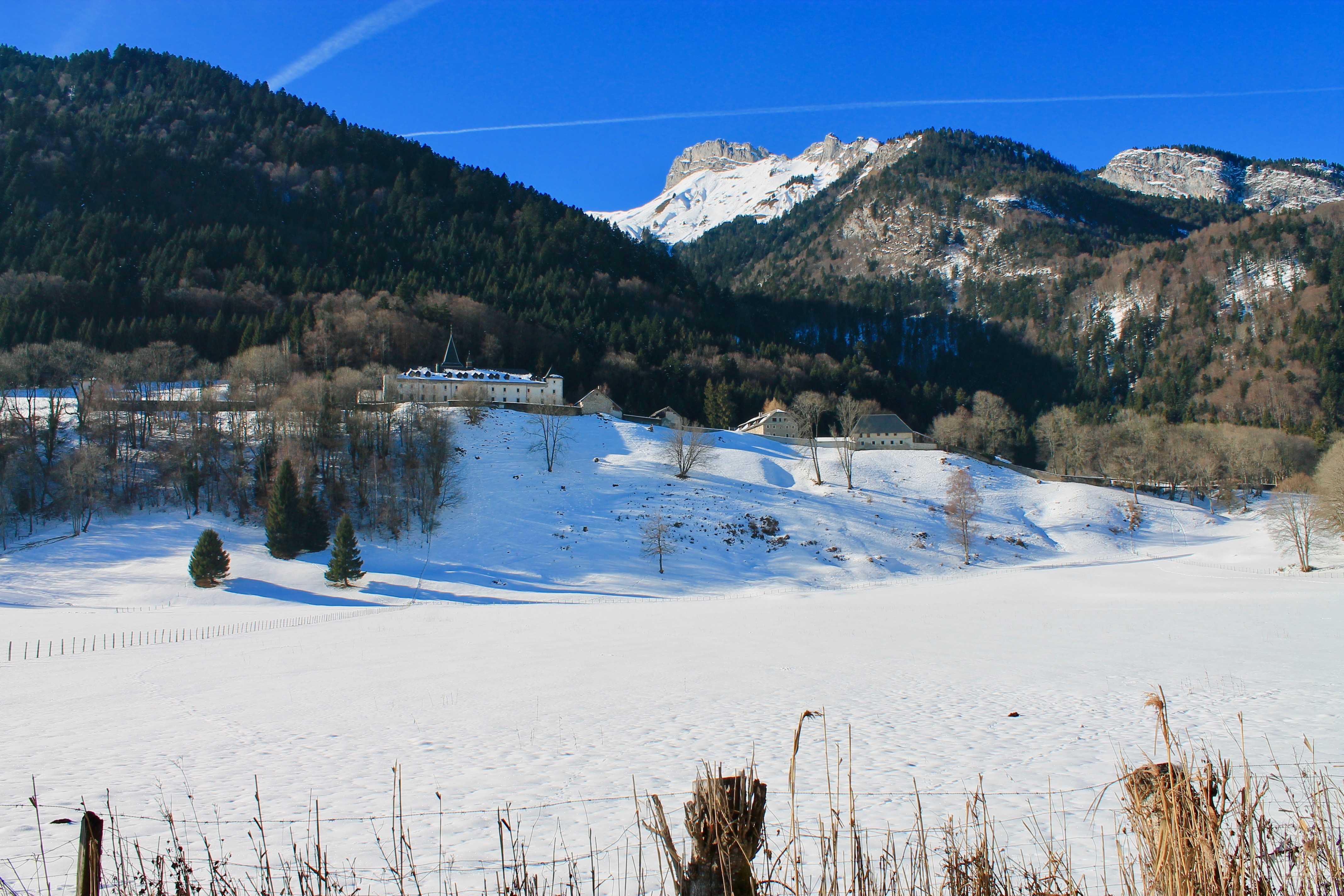
Abbaye de Tamié depuis la route du col, en arrière-plan la Sambuy.
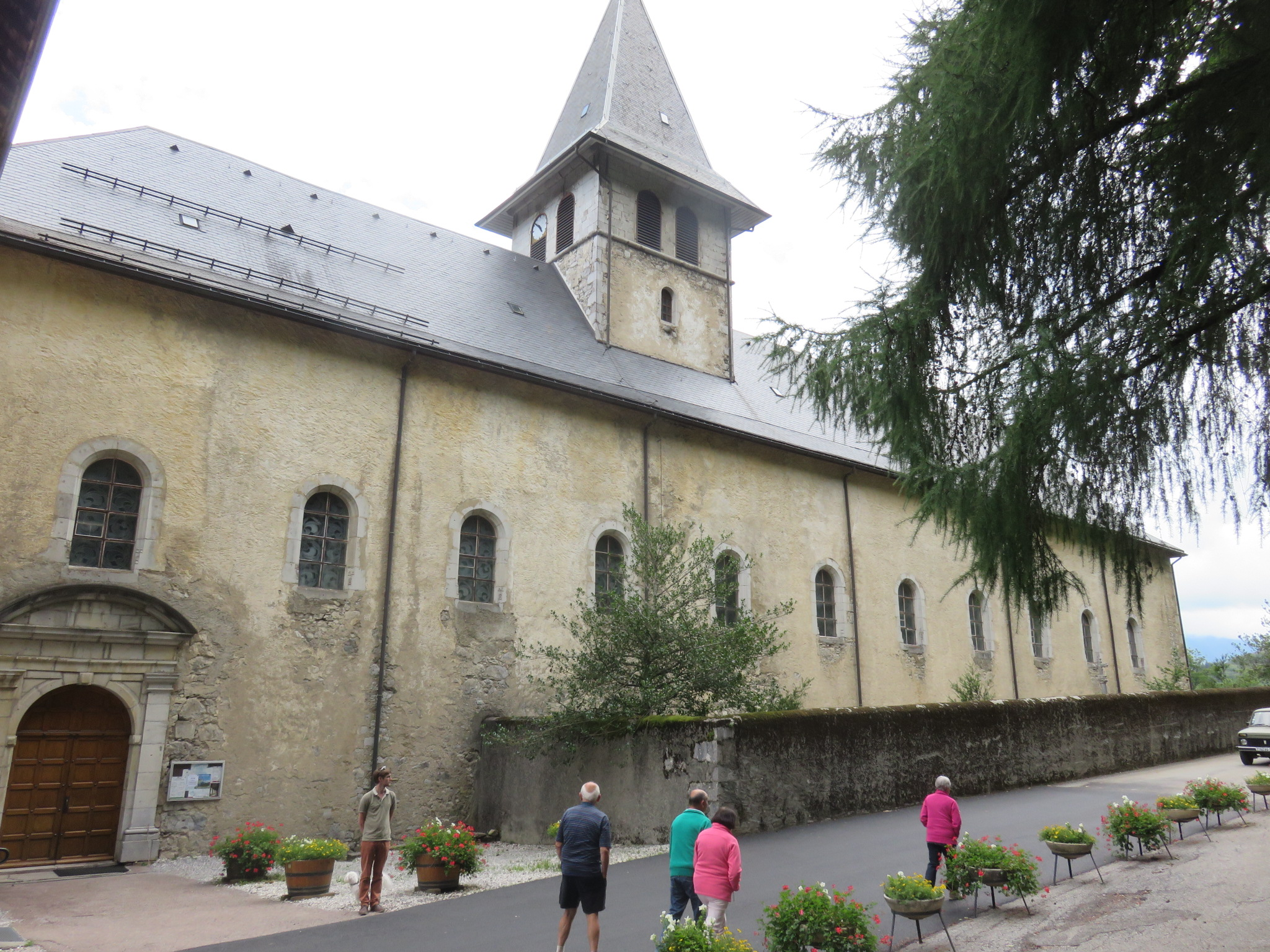
Abbaye Notre-Dame de Tamié.

#### Divers
C'est à l'abbaye de Tamié que fut fondée la manécanterie des Petits chanteurs à la croix de bois.
Pendant la Seconde Guerre mondiale, l'abbaye fut un point de passage et un refuge pour les résistants et les personnes traqués par la milice et les Allemands.
Au cours de l'été 1906 deux jeunes parisiens, passionnés de chants religieux devisaient dans une chambre de l'hôtellerie de Tamié. En ce temps-là Pie X amorçait la réforme liturgique, désirant que le peuple chrétien "prie sur de la beauté". Tout à coup l'un d'eux, Pierre Martin, saisit le poignet de son compagnon, Paul Berthier : "Nous allons nous-mêmes fonder une maîtrise" lui dit-il. Le projet se réalisera à Paris l'année suivante : manécanterie des Petits chanteurs à la croix de bois. Les moines de Tamié n'ont eu aucune participation à cet évènement.
C'est de l'abbaye de Tamié que venaient deux des moines de Tibhirine, assassinés en 1996 en Algérie, dans des conditions mystérieuses et controversées. Un film, Des hommes et des dieux, sorti en 2010, leur est consacré.

## XXIesiècle
Comme le leur demande la règle de saint Benoît les moines de Tamié donnent une place importante à la liturgie et à l’office divin, au travail manuel et à l’hospitalité.
Les moines se rassemblent 7 fois par jour pour chanter l’office divin et célébrer l’eucharistie. L'abbaye est renommée pour la qualité de sa liturgie. Ce sont les moines de Tamié qui assurèrent les chants de l’office divin pour le film Des hommes et des dieux de Xavier Beauvois.
L'hôtellerie de l’abbaye dispose de 27 chambres pour ceux et celles qui souhaitent se joindre à la prière des moines ou d’une manière générale faire une retraite spirituelle. D’autres locaux, à une certaine distance de l’abbaye (pour en préserver le silence), sont disponibles pour des groupes de jeunes.

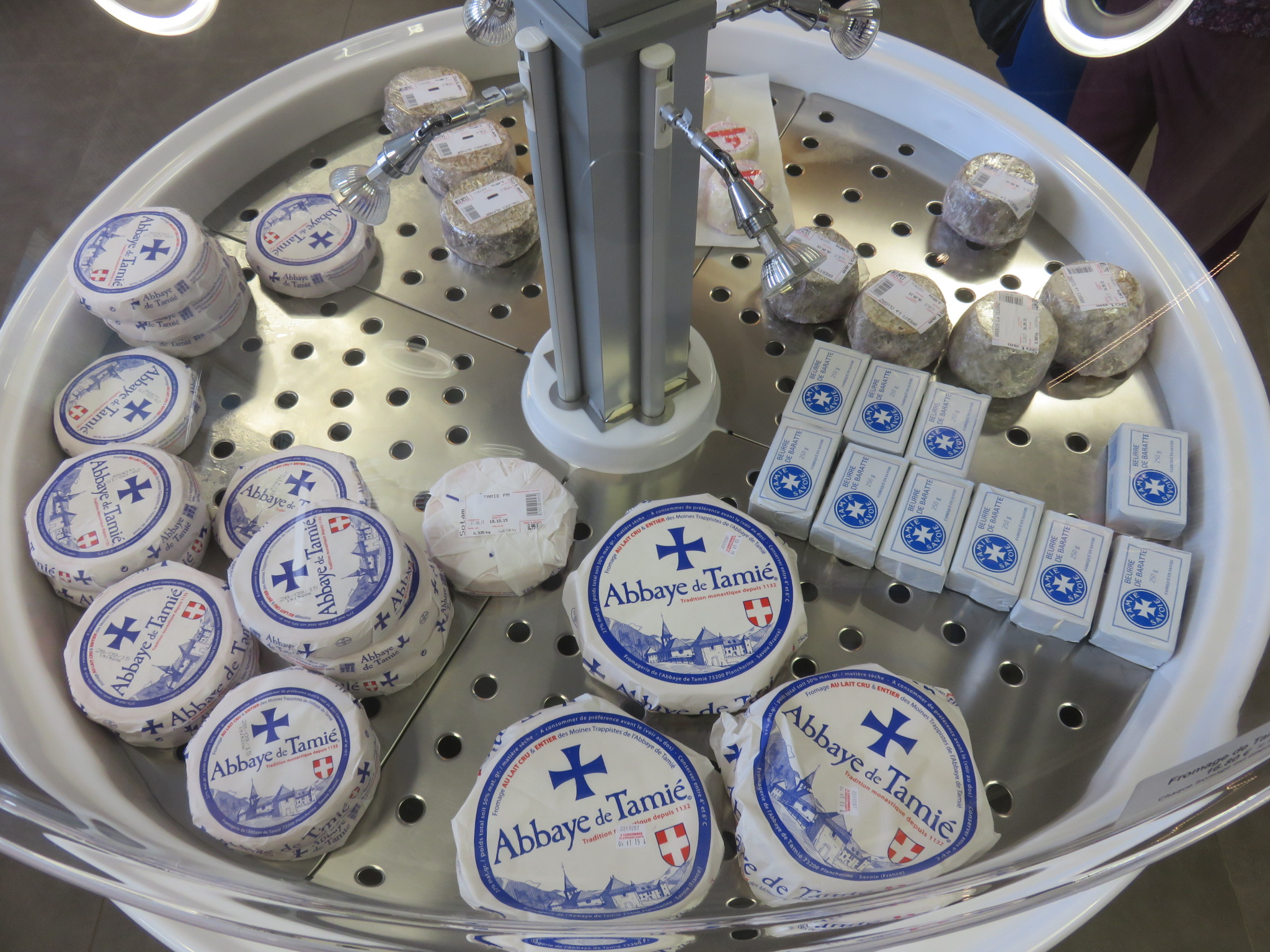
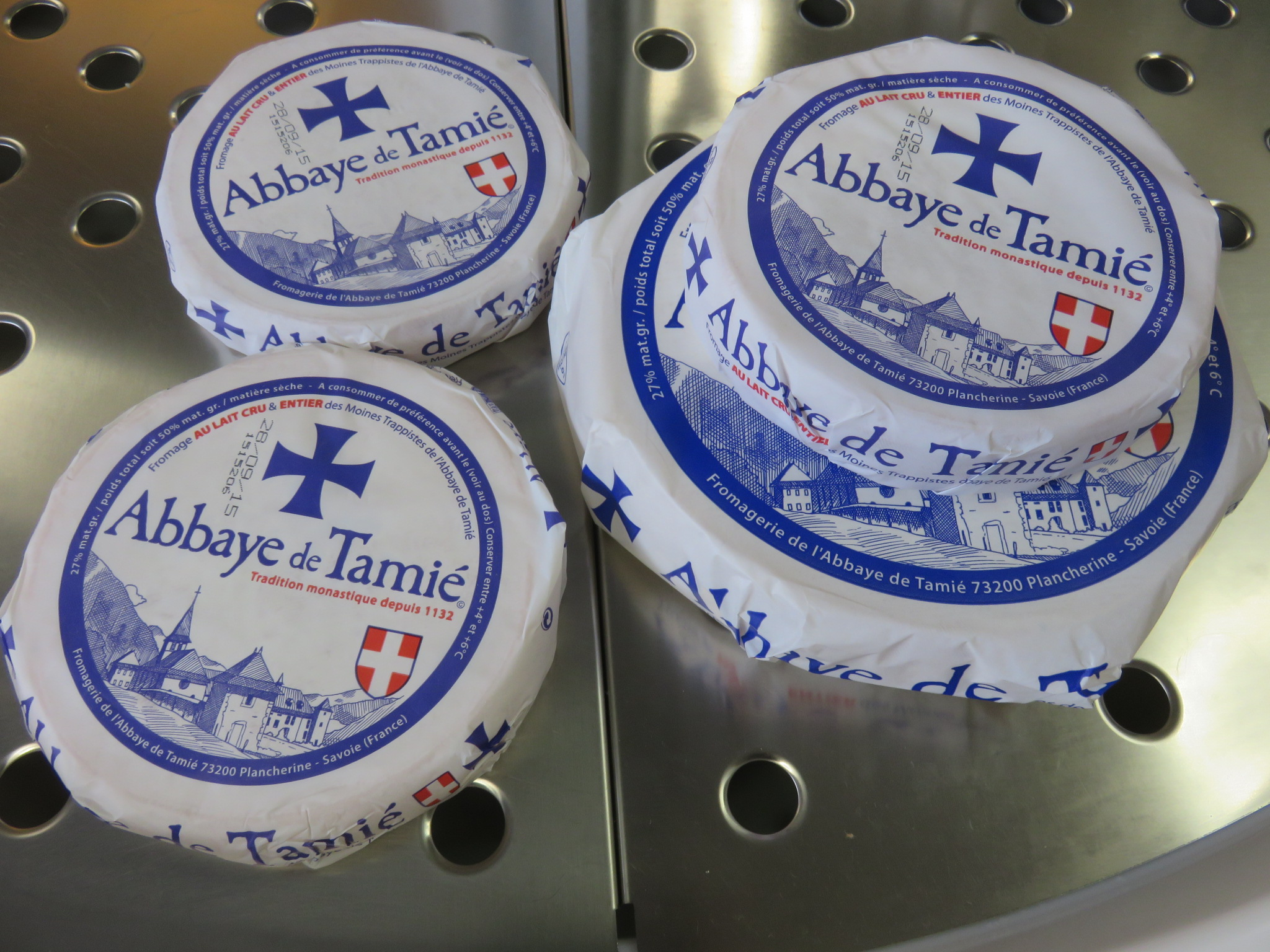
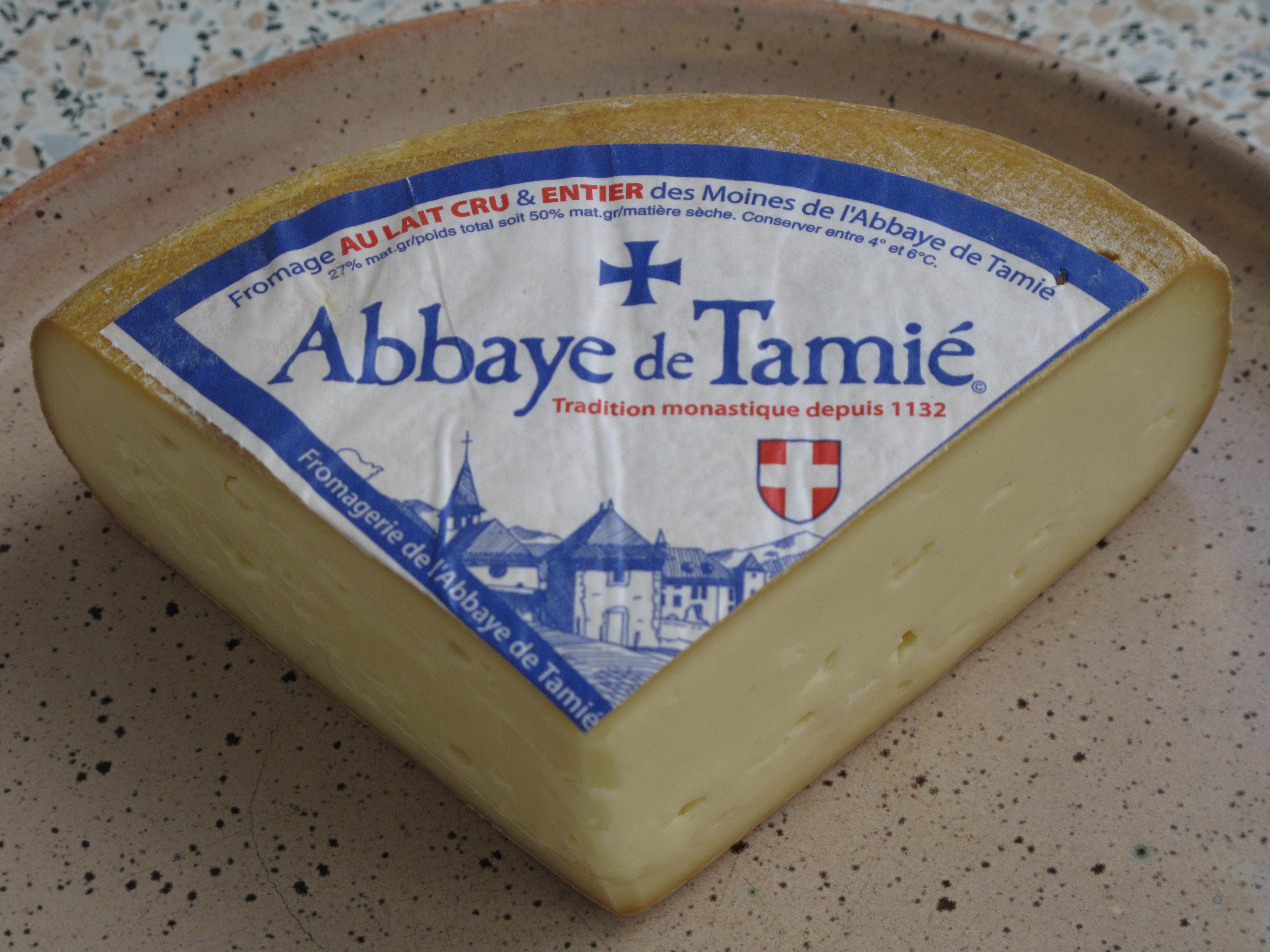

Chaque jour les moines transforment près de 4 tonnes de laits crus réfrigérés achetés aux agriculteurs du vallon. Ils en font un fromage au lait cru fort apprécié qu'ils commercialisent sous la marque Abbaye de Tamié. Ce fromage est proposé dans la boutique du monastère et dans de nombreux magasins de la région. Par son chiffre d'affaires annuel d'environ 1,5 million d'euros, la fromagerie est la principale ressource économique de la communauté. Ces laits achetés par les moines contribuent au maintien de l'agriculture de montagne.
De plus, depuis 2003, les 3 à 4 000 litres de petit-lait quotidien, sous-produit de la transformation fromagère, sont valorisés grâce à leur conversion en méthane par une électrolyse provoquant une « dégradation des chaînes carbonées » et des bactéries qui consomment le sucre et produisent du biogaz, ce qui correspond à 80 litres de fuel par jour, utilisé pour la production d'eau chaude.
Enfin, une petite partie du petit-lait, issu de la fabrication du Tamié, est utilisé dans l'élaboration d'une bière brune de la Brasserie du Mont Blanc, la Imperial Milk Stout.

## Liste des prieurs et abbés
Liste des abbés de Tamié, d'après les archives de l'abbaye.
À partir de 1451, le duc de Savoie obtient du Pape l'Indult, c'est-à-dire la possibilité de désigner, en accord avec le Saint-Siège, les futurs prélats de ses États, dont les abbés,. Ces derniers devront être obligatoirement sujets piémontais.

### Abbés de 1132 à la Révolution française
- 1132 — 1141 : saint Pierre de Tarentaise, puis archevêque de Tarentaise (1142-1174)
- Bernard
- Robert
- 1150 — 1151 : Pierre II
- 1156 — 1163 : Guy de Beaufort
- 1163 — 1168 : Pierre III d'Avallon (Ascherius)
- 1168 — 1169 : Guy I de Cevins
- 1169 — 1207 : Pierre IV de Saint-Genès (Saint-Genis)
- 1207 — 1222 : Girold/Géraud de La Tour (du Pin)
- 1222 — 1223 : Humbert d'Avallon
- 1223 — 1234 : Berlion I de/du Pont de Beauvoisin
- 1234 — 1237 : Guillaume II de Boges
- 1237 — 1243 : Pierre V de Seythenay
- 1243 — 1246 : Berlion II de Bellecombe
- 1246 — 1251 : Guy/Guigues II
- 1251 — 1255 : Jean I
- 1255 — 1273 : Jacques I d'Ameysin[Note 1]
- 1273 — 1277 : Anthelme I de Faverges
- 1277 — 1305 : Anthelme II d'Allevard
- 1305 — 1324 : Hugues de La Palud
- 1324 — 1344 : Jacques II Pascal d'Yenne
- 1344 — 1350 : Jacques III de Ribot
- 1350 — 1358 : Rodolphe de Seythenay
- 1358 — 1390 : Gérard de Beaufort
  - 1381 — 1391 : Guillaume III Guinaud de Narbonne, désigné par l'antipape Clément VII
- 1391 — 1392 : Guillaume IV Eyraud de Limoges
  - 1391 — 1400 : Pierre VI Castin, désigné par Clément VII, déposé par le Chapitre général
  - 1400 — 1420 : Pierre VII de Barignie, désigné par le pape Boniface IX
- 1420 — 1454 : Claude I Paret
- 1454 — 1472 : Georges Jocerand de Cons, commendataire, désigné par le duc de Savoie, non-moine
- 1472 — 1483 : Urbain I de Chevron Villette
- 1484 — 1492 : Augustin I de La Charnée, désigné par le duc de Savoie
- 1492 — 1505 : Urbain II de Chevron Villette
- 1505 — 1506 : Jacques IV François de Chevron Villette, commendataire, non-moine
- 1506 — 1523 : Alain Lacerel, élu régulièrement
- 1523 — 1537 : Étienne Gicquel, coadjuteur en 1520 de Dom Lacerel
- 1537 — † 1584 : Pierre VII de Beaufort, commendataire, mais fait profession[10]
- 1584 — 1595 : Jean II de Chevron Villette, commendataire, désigné par le duc de Savoie
- 1595 — 1645 : François Nicolas de Riddes, désigné par le duc de Savoie
- 1645 — 1659 : François II Nicolas de La Forest de Somont, coadjuteur en 1635
  - 1659 — 1701 : Jean Antoine de La Forest de Somont, désigné par le duc de Savoie, élection confirmée seulement en 1665
- 1701 — 1707 : Jean-François Cornut, élu par la communauté, agréé par le duc
- 1707 — 1727 : Arsène de Jougla/Jouglas, français, élu par la communauté pendant l'occupation du duché par les troupes françaises
- 1707 — 1727 : Jacques V Pasquier, moine de Tamié, désigné par le roi de Sardaigne Victor-Amédée II
- 1734 — 1757 : Jean-Baptiste Maniglier, les élections redeviennent libres
- 1757 — 1767 : Jean Jacques Bourbon
- 1769 — 1783 : Joseph Rogès
- 1783 — 1789 : Bernard Desmaisons
- 1789  — 1793 : Dom Antoine, alias Claude Gabet[Note 2]

### Liste des abbés trappistes depuis la restauration de 1861
- 1861 — 1871 : Malachie Regnault
- 1871 — 1875 : Théodore Pitoulet
- 1875 — 1883 : Ephrem Seignol
- 1883 — 1888 : Polycarpe Jaricot
- 1888 — 1890 : Thomas I Berthet  (1)
- 1890 — 1891 : Fortunat Maréchal
- 1891 — 1901 : Thomas I Berthet  (2)
- 1901 — 1905 : Albéric Stals
- 1905 — 1921 : Augustin II Dupic
- 1921 — 1923 : Vacance
- 1923 — 1936 : Alexis Presse
- 1936 — 1938 : Vacance
- 1938 — 1948 : Thomas II Gondal
- 1948 — 1960 : Guérin Jordan-Meille
- 1960 — 1981 : François III Berthet
- 1981 — 2003 : Jean-Marc Thévenet
- 2003 — 2011 : Victor Bourdeau
- 2012 — 2023 : Ginepro Riva
- 2023 — présent : Marco Bassignana

## Héraldique
Les armes de l'abbaye Notre-Dame de Tamié se blasonnent ainsi : d’azur au chevron d’argent, le tout surmonté de la crosse abbatiale.
Celles-ci reprennent le chevron de la famille de Chevron : "D'azur au chevron d'or chargé d'un chevron de gueules accompagné de trois lionceaux d'or, deux affrontés en chef et un en pointe